# Liste des tempêtes européennes
Pour les articles homonymes, voir Tempête (homonymie).

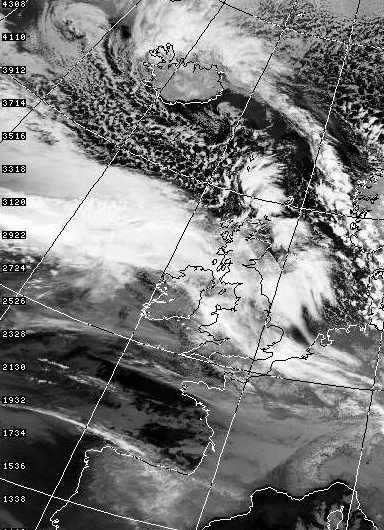
Image satellite de la tempête Anatol de 1999

Les tempêtes européennes majeures sont des tempêtes automnales ou hivernales qui reçoivent un nom comme les cyclones tropicaux. Bien que ces tempêtes soient des dépressions des latitudes moyennes et n'aient rien à voir avec les ouragans et les typhons, elles causent des dommages qui peuvent être aussi importants. Elles ont en général un développement explosif, c'est pourquoi on les qualifie de bombes.

## Nomenclature des tempêtes

### Université libre de Berlin
Historiquement, les noms des tempêtes étaient donnés selon la journée où elles se produisaient ou toute autre association marquante et ce nom variait donc d'un pays à l'autre. En 1954, une étudiante de l'Université libre de Berlin suggéra de nommer les dépressions et anticyclones qui affectent l'Europe pour rendre les cartes météorologiques plus faciles à suivre. L'Institut météorologique de l'Université adopta rapidement cette idée. 
Cette étudiante, le docteur Karla Wege, devint célèbre pour son travail comme météorologiste à la télévision et popularisa cette pratique à Berlin. Jusque dans les années 1990, cette nomenclature était exclusivement suivie dans les journaux, radios et télés de Berlin. Les tempêtes Vivian et Wiebke ayant tellement marqué le continent, l'idée fut reprise par tous les médias allemands. 
Initialement, des prénoms féminins étaient attribués aux dépressions et des prénoms masculins aux anticyclones. En 1998, les médias allemands soulèvent une question de discrimination à l'égard des femmes dans les règles d’attribution. L'ULB et le service météorologique allemand (DWD), en concertation avec des sociétés météorologiques privées, ont introduit dès lors une alternance annuelle entre dépressions et anticyclones dans les listes des prénoms féminins et masculins. La convention est maintenant :
- durant les années paires, les dépressions reçoivent des noms féminins et ces noms sont masculins durant les années impaires ;
- les anticyclones reçoivent des noms selon la convention inverse.

Jusqu'en 2002, les noms sur la liste dressée par l'Institut étaient repris à tous les deux ans en remplaçant seulement les noms des tempêtes et des anticyclones qui passent à l'histoire. Depuis 2002, le public peut acheter le droit de nommer une tempête et une nouvelle liste est donc confectionnée à chaque année, l'argent recueilli servant au financement de la station météorologique de l'université. Les prix de 2022 pour cet honneur sont de 240 € pour une dépression et de 360 pour un anticyclone.
Les noms de dépressions retirées le sont généralement pour des dommages exceptionnels par le vent mais la pluie abondante causant des inondations et la neige abondante peuvent être le facteur. En moyenne, 150 noms sont donnés au cours d'une année aux dépressions en Europe mais seulement un nombre infime atteint la renommée. Les événements reliés à des anticyclones qui donnent des sécheresses, des vagues de chaleurs ou des gels sérieux peuvent être également consacrés.

### Royaume-Uni et Irlande
Le Met Office du Royaume-Uni, en collaboration avec son homologue irlandais Met Éireann, ont introduit leur propre nomenclature des tempêtes à la suite de la tempête de la Saint-Jude du 27 au 28 octobre 2013, nommée tempête Christian par l'université libre de Berlin, et qui a causé 17 décès en Europe,,. La première tempête fut nommée Abigail le 10 novembre 2015.
Dans ce système, une tempête hivernale sera nommée lorsqu'elle sera jugée capable d'avoir un impact substantiel sur le Royaume-Uni ou l'Irlande. Met Éireann nomme toute tempête qui déclenche un avertissement orange ou rouge pour les conditions de vent de soutenu de 65 km/h ou des rafales de 110 km/h, bien que l'on prenne en considération également les événements de pluie et de neige depuis l'hiver 2016-17. Le Met Office fait de même lorsque la tempête vise le Royaume-Uni d'abord. Dans le cas des tempêtes provenant de la transition extra-tropicale d'ouragans, le nom original attribué par le National Hurricane Center de Miami sera poursuivi.
Le système utilise un ordre alphabétique (ex. Angus, Barbara, etc.) alternant les noms masculins et féminins. Les lettres moins communes comme Q, U, X, Y et Z ne sont pas utilisées. En septembre 2015, les deux bureaux du Met ont commencé à consulter le public par le biais de la campagne « Nommer nos tempêtes » pour déterminer la liste des noms pour l'hiver suivant.

### France, Espagne et Portugal
À partir du 1er décembre 2017, les services météorologiques espagnol (AEMET), du Portugal (IPMA) et Météo-France ont également commencé à nommer conjointement les tempêtes susceptibles de toucher ces trois pays. Ce nom se substituera pour les trois services météorologiques partenaires aux noms donnés par l'Université libre de Berlin sur leur territoire national.
Pour caractériser la sévérité d'une tempête, il sera pris en compte les valeurs des rafales maximales, la durée de l'événement et la surface de la zone affectée par les vents les plus forts (100 km/h ou plus). Les tempêtes qualifiées de « majeures » devront affecter plus de 10 % du territoire de ces pays. Une dépression sera nommée seulement si elle risque de provoquer une vigilance vent au moins de niveau orange sur un des trois pays. Le service prévoyant le premier cette alerte attribuera le nom à partir de la liste préétablie en coordination avec les deux autres. À noter que les tempêtes dues aux vents régionaux, comme le mistral, n'entrent pas dans ce cadre et ne sont donc pas nommées.

### Confusion
En plus, des listes de l'université libre de Berlin (ULB), anglo-irlandaises et franco-hispano-portugaises, les pays scandinaves et la Finlande ont également leur propre nomenclature. Ceci apporte une certaine confusion dans les médias qui peuvent utiliser le nom qu'ils désirent. Les tempêtes peuvent donc avoir jusqu'à cinq noms selon la source des articles et le pays concerné. Cependant, le système de l'ULB étant le plus ancien, il était le plus souvent utilisé avant 2017 et certaines tempêtes célèbres sont passées dans le vocabulaire de l'Europe entière sous le nom donné par cette dernière.
Pour aider à régler cette confusion, en 2015 EUMETNET, l'organisation intergouvernementale européenne qui vise à garantir et à faciliter la coopération entre les services météorologiques et hydrologiques nationaux d'Europe, a mis en place le projet « Storm naming » pour coordonner tous ces systèmes. L'Europe a été divisée en différents groupes de nations et une fois qu'une tempête est nommée par un service météorologique national appartenant à un autre groupe européen, son nom est retenu si le phénomène se déplace sur un autre groupe. À partir de l'automne 2021, l'ULB inclut dans ses cartes les noms données par d'autres organismes européens de EUMETNET en remplaçant son propre nom par « int. ... ».

## Liste et nom des principales tempêtes ayant touché l'Europe

### Première moitié duXXesiècle
- Tempête de 1911 sur la côte catalane et valencienne ;
- Tempête du 17 au 21 septembre 1930[12] :  elle dura quatre jours et cinq nuits, frappant principalement la côte atlantique française ; 27 thoniers disparurent, partis principalement des ports bretons de Port-Louis, Groix, Étel, Douarnenez et Concarneau, provoquant la mort de 207 marins dont 48 du quartier maritime de Concarneau ; cette tempête frappa aussi durement la côte lorientaise. Cette tempête a été la plus forte et la plus meurtrière du XXe siècle en France[13].

### Années 1950
- Tempête du 31 janvier au 1er février 1953 qui causa les inondations records aux Pays-Bas ;
- Tempête du 26 novembre 1954.

### Années 1980
- Tempête du 6 au 8 novembre 1982[14]
- Tempête Hortense 4 octobre 1984[15]
- Tempête de 1987 connue également comme The Great Storm of 1987 par les Britanniques et l’Ouragan de 1987 par les Français.

### Années 1990
| 1990 | Tempête Daria (ou « Tempête de la Fête de Robert Burns ») de janvier • Tempête Vivian du 25-27 février • Tempête Wiebke du 28 février |
| 1999 | Tempête Anatol • Tempêtes de fin décembre 1999 en Europe (Tempête Lothar et Tempête Martin)                                           |

### Années 2000
| 2005 | Tempête Erwin                                                                                |
| 2007 | Tempête Kyrill • Tempête Per                                                                 |
| 2008 | Tempête Emma                                                                                 |
| 2009 | Tempête Klaus • Tempête Quinten • Tempête de neige de février 2009 sur les îles britanniques |

### Années 2010
| 2010 | Tempête à Madère en 2010 • Tempête Xynthia                                                    |
| 2011 | Tempête Friedhelm • Tempête Gunter • Tempête Joachim • Tempête Robert                         |
| 2012 | Tempête Ulli • Tempête Andrea                                                                 |
| 2013 | Tempête Christian • Tempête Cleopatra • Tempête Xaver • Tempête Dirk (ou « Tempête de Noël ») |
| 2014 | Tempête Petra • Tempête Yvette                                                                |
| 2017 | Tempête Egon • Tempête Leiv • Tempête Zeus • Tempête post-tropicale Ophelia • Tempête Ana     |

### Années 2020
| 2020 | Tempête Alex                    |
| 2023 | Tempête Daniel • Tempête Ciarán |

## Liste et noms des tempêtes à partir de l'automne 2017
Selon la zone initiale d'impact de la tempête, le nom utilisé est, soit le nom AEMET/IPMA/Météo-France

(ES/PT/FR), soit le nom Met Éireann/Met Office
,
(IE/GB) pour les tempêtes affectant ces pays. Il suivra la nomenclature de l'Université libre de Berlin ou des pays scandinaves pour les autres pays.
- Saison des tempêtes hivernales en Europe de 2017-2018
- Saison des tempêtes hivernales en Europe de 2018-2019
- Saison des tempêtes hivernales en Europe de 2019-2020
- Saison des tempêtes hivernales en Europe de 2020-2021
- Saison des tempêtes hivernales en Europe de 2021-2022
- Saison des tempêtes hivernales en Europe de 2022-2023
- Saison des tempêtes hivernales en Europe de 2023-2024
- Saison des tempêtes hivernales en Europe de 2024-2025